# Fire Emblem: The Sacred Stones
Fire Emblem: The Sacred Stones (ファイアーエムブレム 聖魔の光石?, Faiā Emuburemu: Seima no Kōseki) è l'ottavo ed ultimo capitolo della saga Fire Emblem ad approdare sulla console portatile Game Boy Advance. È il secondo della serie ad essere commercializzato in Europa.
Il gioco in questione utilizza lo stesso approccio dei precedenti capitoli distribuiti su Game Boy Advance, Fire Emblem: Fujiin no Tsurugi e Fire Emblem. Tra essi, il primo mai fu diffuso al di fuori del Giappone, disponibile in inglese tramite previo lo scaricamento di una patch amatoriale.
The Sacred Stones è stato sviluppato contemporaneamente a Fire Emblem: Path of Radiance come progetto secondario, condividendo gran parte dei suoi tratti con Fire Emblem e incorporando elementi già presentati in passato in Fire Emblem Gaiden. Annunciato per la prima volta a metà del 2004, è stato fortemente pubblicizzato in Giappone. In Giappone ha venduto oltre 230 000 unità nel 2004 e 90 000 al suo debutto in Nord America. L'accoglienza è stata complessivamente positiva per la sua storia e il gameplay, sebbene molti critici abbiano criticato l'eccessiva somiglianza con il suo predecessore.

## Trama
Fire Emblem: The Sacred Stones è ambientato nel continente di Magvel, suddiviso in sei nazioni. Molto tempo prima degli eventi di gioco, tali paesi furono coinvolti in un feroce conflitto tra esseri umani e mostri, al termine del quale riuscirono a sigillare l'anima del Re Demone Fomortiis grazie a cinque gemme magiche chiamate "Pietre Sacre", che vennero poi assegnate a cinque differenti nazioni.
L'Impero di Graze, la più grande delle cinque nazioni fondatrici, lancia un inaspettato assalto alla vicina nazione di Renais. Colto di sorpresa, Renais viene sbaragliata, il re assassinato ed Erika ed Ephraim, i due principi gemelli, vengono separati: Eirika fugge, su ordine del sovrano, nella nazione settentrionale di Frelia assieme al fidato generale Seth, mentre Ephraim si reca sottoterra per organizzare una resistenza contro l'Impero di Graze a sud. Mentre Eirika cerca aiuto dalle altre nazioni e raccoglie alleati, varie creature non morte iniziano a proliferare, segno evidente del ritorno di Fomortiis. Una volta riunitisi, i due scoprono che Graze ha intenzione di distruggere le Pietre Sacre e scatenare ancora una volta il Re Demone. L'Impero nel frattempo continua ad attaccare ferocemente le altre nazioni, riuscendo a distruggere la Pietra dello Stato di Frelia.
I fratelli si separano ancora una volta, ciascuno in missione per preservare le Pietre. Ephraim viene raggiunto dagli alleati delle nazioni di Frelia e con il loro supporto si fa strada nel cuore dell'impero, giungendo fino al palazzo dell'Imperatore Vigarde, che riesce a sconfiggere. Poco dopo il principe Lyon, amico d'infanzia dei gemelli, rivela che l'Imperatore era morto di malattia vari mesi prima, e Lyon, temendo di non essere in grado di governare, sacrificò la Pietra Sacra della sua nazione nel tentativo di resuscitarlo, ma inavvertitamente venne soggiogato dalla volontà del Re Demone in essa contenuta. Dichiarando di puntare alla conquista dell'intero continente, si dilegua. Appesantito da questa conoscenza, Ephraim si dirige a Jehenna e salva Eirika.
Una volta riuniti, i fratelli raccolgono le loro forze e liberano Renais, recuperando la Pietra Sacra che era stata nascosta per proteggerla dall'invasione. Dopo aver raccolto rinforzi da Frelia, i gemelli si dirigono a est verso Rausten, sperando di proteggere la sua Pietra Sacra. Lungo la strada, i gemelli affrontano Lyon, che riesce tuttavia a distruggere Pietra Sacra in loro possesso. I gemelli riescono a scappare e recuperare l'ultima Pietra Sacra intatta da Rausten. I fratelli inseguono Lyon in una foresta, dove sta eseguendo un rituale che resusciterà il Re Demone, e riescono a ucciderlo, causando però inevitabilmente la resurrezione del Re Demone. Eirika ed Ephraim usano la Pietra Sacra di Rausten per sigillare l'anima del Re Demone, e poi le loro forze distruggono il suo corpo.

## Modalità di gioco
Fire Emblem: The Sacred Stones è un gioco di ruolo tattico in cui i giocatori assumono il ruolo dei fratelli reali Eirika ed Ephraim in avventure separate mentre combattono le forze ostili che invadono la loro patria, in compagnia degli alleati acquisiti durante il loro viaggio. L'ambientazione di Magvel viene esplorata attraverso una mappa estesa del mondo intero, con percorsi che conducono a diverse mappe di battaglia sbloccate man mano che la storia procede. Oltre alle mappe e ai dungeon legati alla storia, esistono dungeon opzionali in cui le unità scelte possono combattere liberamente i nemici, guadagnando punti esperienza. Ogni volta che un'unità guadagna 100 punti esperienza, essa guadagna un livello e alcune delle sue statistiche aumentano in modo casuale. Tutti i personaggi possono progredire fino al 20º livello. Dopo che un personaggio raggiunge il livello 10, ha la possibilità di evolversi utilizzando un oggetto specifico. Un cambiamento notevole rispetto ai giochi precedenti è che sono disponibili più opzioni per l'evoluzione delle classi: ad esempio, un Cavaliere può evolversi in un Paladino o in un Grande Cavaliere.
Le battaglie utilizzano un sistema a turni, con unità giocatore, alleate e nemiche che si muovono a turno su un campo di battaglia in griglia. In ogni battaglia, al giocatore viene dato il comando di un numero limitato di unità e un obiettivo da completare. La classe del personaggio determina le abilità dell'unità, le armi disponibili, la forza e il raggio di movimento. Ad esempio, i personaggi a cavallo possono spostarsi entro il resto del loro raggio di movimento se hanno scambiato o assistito un'altra unità del giocatore in un raggio più breve. Altre hanno la capacità di "salvare" unità, abbassando le proprie statistiche e rimuovendo dal pericolo l'unità salvata. A seconda della classe e delle statistiche, è possibile utilizzare oggetti per curare o infliggere alterazioni di stato come "Veleno" (un'unità perde punti vita ogni turno), "Berserk" (un'unità attacca le unità vicine indiscriminatamente) e disturbi di immobilizzazione come "Sonno" e "Pietrificazione".
Un elemento chiave della battaglia è il triangolo delle armi, una meccanica sasso-carta-forbici che regola quale tipo di arma è più efficace contro un'altra. I tipi di armi variano da armi da mischia a corto raggio come spade e asce ad armi a distanza come archi e bastoni magici. Vari oggetti raccolti durante le missioni, come oggetti curativi e armi, possono essere scambiati con altre unità dell'esercito o venduti a commercianti che si trovano sulla mappa. Tutti gli articoli si degradano con l'uso e si rompono dopo un certo numero di utilizzi. Diverse armi presentano anche un livello di abilità minimo richiesto per essere utilizzate, che impone alle unità di addestrarsi con quel tipo di arma per guadagnare il grado corretto, che va da E a S. Quando un'unità raggiunge il grado S con un'arma, tutte le altre abilità con le armi sono bloccate al grado A.
Alcune unità che condividono una particolare statistica di affinità possono trarre vantaggio dalle Conversazioni di Supporto all'interno della battaglia. Dopo aver trascorso un certo numero di turni a pochi spazi l'uno dall'altro, due unità possono iniziare una Conversazione di Supporto quando occupano spazi adiacenti. Ogni coppia di unità può avere fino a tre conversazioni di supporto, e ognuno di essi garantisce a entrambe le unità migliori bonus sulle statistiche nelle battaglie future se si trovano entro tre spazi l'una dall'altra.
Quando un'unità cade in battaglia, essa muore permanentemente e non è più utilizzabile, a meno che il giocatore non riavvii il gioco da un precedente file di salvataggio. Alcune morti di personaggi, come quelle dei protagonisti Eirika ed Ephraim, richiedono di ripartire dall'ultimo salvataggio.
Oltre al giocatore singolo, il gioco include un'opzione multiplayer locale in cui quattro giocatori possono portare le unità scelte nell'Arena Link. La vittoria va all'ultimo gruppo in piedi o al team con il punteggio più alto a seconda delle condizioni della partita. Nei combattimenti multigiocatore le unità sconfitte non muoiono permanentemente.

## Sviluppo e distribuzione
The Sacred Stones è stato prodotto da Intelligent Systems parallelamente allo sviluppo di Fire Emblem: Path of Radiance per GameCube. Secondo lo staff, lo sviluppo è iniziato inaspettatamente nel 2003. Il lavoro ha richiesto anche il coinvolgimento di personale esterno, tra cui ex sviluppatori Capcom. La direzione e il design dei personaggi sono stati affidati a Sachiko Wada, che in precedenza aveva lavorato a The Binding Blade e Fire Emblem. Un secondo character designer è stato Ryo Hirata, che aveva lavorato a The Blazing Blade, oltre ai progetti per lo studio di animazione Production I.G.. L'ambientazione è stata curata da Kouhei Maeda. La maggior parte dei sistemi di gioco progettati per Fire Emblem sono stati trasferiti in The Sacred Stones, salvo alcune aggiunte minori. Alcune delle sue meccaniche di gioco sono state prese in prestito da Fire Emblem Gaiden del 1992, insieme ad altre meccaniche non specificate dei titoli per Super Famicom. Successivamente è stato affermato che l'inclusione di questi elementi era un omaggio deliberato a Gaiden da parte dello staff. Il titolo della serie "Emblema del Fuoco", che assume forme diverse in ogni universo della serie, appare in The Sacred Stones sotto forma della gemma custodita dall'Impero di Grado, usata per sigillare l'anima del Re Demone. The Sacred Stones è inoltre l'ultimo gioco di Fire Emblem ad essere sviluppato su dispositivi portatili fino a Fire Emblem Awakening per Nintendo 3DS, uscito nel 2012.
The Sacred Stones è stato annunciato per la prima volta in Giappone nel giugno 2004 ed è uscito in Giappone il 7 ottobre dello stesso anno. È stato pubblicato nel 2005 in Nord America ed Europa, rispettivamente il 23 maggio e il 4 novembre. Secondo i membri dello staff di Nintendo Treehouse Tim O'Leary e Alan Averill, The Sacred Stones era un gioco più facile da localizzare poiché aveva meno contenuto di testo rispetto al suo predecessore. Il titolo è uscito come download gratuito il 16 dicembre 2011. Il gioco è stato reso disponibile sulla Virtual Console di Wii U in Giappone il 6 agosto 2014, in Europa il 1º gennaio 2015 e il 18 giugno dello stesso anno in Nord America.

## Accoglienza
| Testata                           | Giudizio |
| --------------------------------- | -------- |
| GameRankings (media al 19-8-2007) | 84%      |
| Metacritic (media al 19-8-2007)   | 85/100   |
| 1UP.com                           | B+       |
| Cheat Code Central                | 4/5      |
| Diehard GameFan                   | 8/10     |
| Eurogamer                         | 8/10     |
| Famitsū                           | 35/40    |
| GamerDad                          | 4/5      |
| GameSpot                          | 8,8/10   |
| GameSpy                           | 4,5/5    |
| GameZone                          | 8,5/10   |
| IGN                               | 8,5/10   |
| JeuxActu                          | 15/20    |
| Jeuxvideo.com                     | 17/20    |
| Legendra                          | 8/10     |
| NGC Magazine                      | 4/5      |
| Nintendo Life                     | 9/10     |
| Nintendo-Online.de                | 8/10     |
| PALGN                             | 9/10     |
| Pockett Videogames                | 4/5      |
| RPGamer                           | 4/5      |
| RPGFan                            | 82%      |
| UOL Jogos                         | A        |
| Worth Playing                     | 8,8/10   |

Al momento della sua uscita in Giappone, The Sacred Stones ha venduto 97 842 unità, raggiungendo un tasso di sell-through di poco superiore al 64%. Alla fine del 2004, il gioco aveva venduto 233 280 unità, raggiungendo il 48º posto nella classifica annuale delle vendite di videogiochi di Famitsū. In Nord America, The Sacred Stones è stato tra i primi 20 giochi nelle classifiche di Nintendo, raggiungendo la quota 96 000 unità vendute. Sebbene non siano stati pubblicati dati esatti sulle vendite totali, Nintendo ha citato il gioco come uno dei titoli di successo per Game Boy Advance del 2005.
Famitsū ha elogiato la storia e i personaggi. Karen Chu di 1UP.com ha affermato che la storia si è fatta valere, impedendo ai giocatori di stufarsi dopo le battaglie. Craig Harris di IGN ha definito la narrazione "assolutamente di prim'ordine, anche se un po 'prolissa", elogiando la sceneggiatura per averlo fatto interessare ai suoi personaggi. Greg Kasavin di GameSpot ha detto che The Sacred Stones aveva "una narrativa ben scritta e sorprendentemente sofisticata con molti eroi e antagonisti accattivanti".. Tom Bramwell di Eurogamer ha definito la narrazione "meravigliosa", apprezzando la narrativa più esotica rispetto al suo predecessore. Simon Parkin, giornalista di NGC Magazine, ha elogiato la "narrativa deliziosa e schietta" del gioco, lodando inoltre la qualità della traduzione che ha aiutato a comprendere il funzionamento del mondo e dei personaggi. Il revisore di PALGN Mark Marrow ha affermato che la storia è un gradino sopra il precedente titolo. Matthew Foster di RPGamer, pur apprezzando la qualità della traduzione, ha affermato che la storia è il punto più debole del gioco a causa della sua natura stereotipata. Alan Knight di RPGFan ha definito la trama "leggera e abbastanza accomodante", notando che i personaggi eccentrici hanno facilitato i giocatori.
Riguardo al gameplay, Famitsū ha apprezzato lo stile tattico e i nuovi elementi, oltre ad apprezzare il brivido indotto dalla morte permanente, criticando però il ritmo del gioco Harris ha apprezzato il gameplay nonostante abbia notato che poco era cambiato dall'uscita di Fire Emblem, dicendo che i giocatori non avrebbero trovato alcun cambiamento notevole dalla loro esperienza originale. Chapman ha notato positivamente i miglioramenti apportati dall'uscita di Fire Emblem, oltre a notare positivamente le opzioni multiplayer. Kasavin ha elogiato il gameplay di strategia profonda e il fatto che il gioco fosse orientato a giocatori di varie età e livelli di abilità. Foster ha definito il gameplay la più grande caratteristica e la più grande forza del gioco nonostante le forti somiglianze con il precedente titolo. Knight ha apprezzato l'esperienza di gioco, ma è stato deluso dalla mancanza di vere innovazioni, ritenendo che fosse un'esperienza eccessivamente simile ai precedenti giochi di Fire Emblem. Bramwell ha apprezzato il gameplay nonostante fosse frustrato dalla morte permanente e ha lodato le sfumature nella personalizzazione del personaggio. Parkin ha affermato che è stato abbastanza facile dedicare molto tempo alla creazione della strategia perfetta e che riavviare un livello dopo la morte di un personaggio o andare su una delle mappe EXP per aumentare i livelli del personaggio erano opzioni estremamente allettanti, che rischiavano però di rovinare la difficoltà del gioco. Marrow ha inoltre elogiato le funzionalità aggiuntive che hanno reso il gioco più accessibile per i nuovi arrivati.